# Dorota Lampart
Dorota Lampart (ur. 7 lutego 1906 w Krakowie, zm. 26 września 2005 w Rajczy) – polska artystka i pustelnica.

## Życiorys
Dorota Lampart była malarką ludową mieszkającą w Czarnotowej. Jej sztukę krytycy określają mianem malarstwa ludowego. Jej warsztat, malarskie wizje i sposób życia pozwalają jej obrazy umieścić na granicy pomiędzy tym, co zwie się sztuką profesjonalną, a sztuką naiwną.
Ci, którzy poznali malarkę, twierdzą, że ceniła sobie wolność. Żyła w strasznej biedzie, samotności, otoczona zwierzętami.  
Pięknie haftowała, śpiewała. Malowała na czym popadło, na skrawkach papieru, resztkach gazet. Swój najbardziej znany obraz „Niebo” (znany też pod nazwą „Sąd Ostateczny”), który znajduje się w zbiorach Muzeum Etnograficznego w Krakowie,  namalowała na papierze pakunkowym i wykleiła kolorowymi skrawkami. W 1969 roku artystką zainteresował się "Przekrój". Etnograf Jan Bujak opisał w nim historię życia artystki.
W 1990 roku trafiła do szpitala w Makowie Podhalańskim. W maju 1991 roku zamieszkała w zakładzie opiekuńczo-leczniczym w Rajczy, gdzie zmarła 26 września 2005 roku.

## Nagrody
W 1980 roku otrzymała Nagrodę im. Brata Alberta.

## Wystawy
Jej obrazy pokazywano na wystawach: w Londynie (1949, 1956), Paryżu, Lublanie, Zagrzebiu, Warszawie i Krakowie (1948, 1960).  W 2010 roku w Muzeum Etnograficznym im. St Udzieli w Krakowie była prezentowana wystawa "Wyrwany skrawek nieba. Malarstwo Doroty Lampart". Zaprezentowano na niej także obrazy z muzeów w Toruniu, Warszawie i  Rabce. Swoje zbiory udostępnił również Babiogórski Park Narodowy i prywatni kolekcjonerzy.

## Film dokumentalny
W 1970 roku jej historię pokazała Mirosława Marcinkiewicz w filmie Dziwni artyści po obu stronach Babiej Góry (wraz z sylwetką Karola Wójciaka z Lipnicy Wielkiej).   
W 1988 roku Hanna Kramarczuk wyreżyserowała film Ballada o Lampart Dorocie. Pokazała w nim trudne życie 80 letniej artystki. Film otrzymał Grand Prix na Międzynarodowym Festiwalu Filmów Telewizyjnych w Monte Carlo.